# Железная дорога Зеленогорск — Приморск — Выборг
Железная дорога Зеленогорск — Приморск — Выборг — железнодорожная линия длиной 119,7 километров на территории Санкт-Петербурга (17,0 км) и Выборгского района Ленинградской области (102,7 км). Соединяет окружным путём линию Санкт-Петербург — Выборг в двух местах: Зеленогорск и Выборг. Имеет ответвление на станцию Высоцк. Построена в период с 1916 года по 1926 год государственной железнодорожной компанией Финляндии Suomen Valtion Rautatiet. На всём своём протяжении идёт, преимущественно, по северо-восточному берегу Финского залива. Ближайшая к заливу точка — район станции Прибылово: около 70 м. По состоянию на ноябрь 2019 года участок Выборг — Высоцк электрифицирован. На участке Блокпост 160 км — станция Матросово построен второй путь, однако он эксплуатируется до путевого съезда у платформы Матросово по причине разрыва (см. галерею) по переезду с дорогой 41К-082 Зеленогорск — Приморск — Выборг60°36′33″ с. ш. 28°44′40″ в. д.. Далее, от станции Матросово до платформы Попово, путь на Высоцк идёт параллельно пути на Приморск до путевого съезда, расположенного непосредственно перед поворотом на Высоцк за платформой Попово60°34′52″ с. ш. 28°42′46″ в. д..
По состоянию на 2019 год на всех действующих станциях и остановочных пунктах проведена реконструкция посадочных платформ, установлены современные пассажирские павильоны. Подключены к централизованному освещению консольные светильники со светодиодными или натриевыми лампами, а там, где это было технически невозможно, были установлены солнечные батареи.

## История
Линия Terijoki — Liimatta (соврем. Зеленогорск — Лазаревка) строилась в два этапа, в период с 1914 по 1925 годы. Годом позднее была открыта ветка Kaislahti — Uuras (соврем. Попово — Высоцк).

### Первая очередь
5 Февраля 1913 года главнокомандующий войсками Гвардии и Петербургского военного округа подал рескрипт на имя Военного Министра, указав Генерал-Адъютанту Сухомлинову на настоятельную необходимость сооружения стратегической железнодорожной ветви широкой колеи колеи от магистрали «С.-Петербург—Выборг» до местечка Койвисто (современный Зеленогорск — Приморск), на берегу пролива Бьёркезунд. Причиной тому было то, что пролив Бьёркезунд по своему местоположению и глубине являлся особенно удобным для производства десанта неприятельской армии, двигающейся в направлении к столице. И уже 28 марта 1913 года было поставлено составить проект строительства и заняться изысканиями кредита на строительство ветки.
1 сентября 1916 года участок был сдан в эксплуатацию. Расстояние составило 71,32 км. Были открыты восемь промежуточных железнодорожных станций. Техническая характеристика ветки: суммарная длина прямых участков — 49,45 км (69,3 % от общей длины); суммарная длина кривых — 21,87 км (30,7 % от общей длины); суммарная длина горизонтальных участков — 16,88 км (23,7 % от общей длины); суммарная длина наклонных участков — 54,44 км (76,3 % от общей длины); минимальный радиус кривых — 0,6 км; максимальный уклон и максимальная длина — 10 ‰ и 3,182 км. Длина подъездного пути к порту Койвисто (фин. Koiviston satamarata) составил 1,94 км.

### Вторая очередь
Участок Liimatta — Koivisto (современный Лазаревка — Приморск) был сдан в эксплуатацию 16 января 1925 года. Расстояние составило 42,98 км. Были открыты четыре промежуточные железнодорожные станции. От станции Макслахти (современное Прибылово) были построены подъездные пути к порту Макслахти (Makslahden satama). От станции Йоханнес (современный Советский) были построены подъездные пути (фин. Kirkkoniemen syrjäraide) к стекольному заводу, а также к причалу на полуострове Кирккониеми.
Техническая характеристика ветки: суммарная длина прямых участков — 28,89 км (67,2 % от общей длины); суммарная длина кривых — 14,09 км (32,8 % от общей длины); суммарная длина горизонтальных участков — 11,07 км (25,8 % от общей длины); суммарная длина наклонных участков — 31,91 км (74,2 % от общей длины); минимальный радиус кривых — 0,7 км; максимальный уклон и максимальная длина — 10 ‰ и 2,180 км.

### Uuraan rata (Попово — Высоцк)
Ветка Kaislahti — Uuras была открыта для движения 16 февраля 1926 года. На двенадцатикилометровом участке была построена промежуточная станция Monola с подъездными путями к причалу в бухте Большая Пихтовая (фин. Tapolanlahti) Финского залива60°36′07″ с. ш. 28°34′22″ в. д., а также к лесоскладу.

Километровый участок Uuras — Uuraansalmi был достроен лишь 25 мая 1930 года.

Техническая характеристика ветки: суммарная длина прямых участков — 8,18 км (66,7 % от общей длины); суммарная длина кривых — 4,74 км (33,3 % от общей длины); суммарная длина горизонтальных участков — 4,87 км (37,7 % от общей длины); суммарная длина наклонных участков — 8,05 км (62,3 % от общей длины); минимальный радиус кривых — 0,4 км; максимальный уклон и максимальная длина — 10 ‰ и 0,620 км.

## Пассажирское движение
По состоянию на 2025 год по линии проходят:
- одна утренняя пара рельсовых автобусов РА2 по маршруту Выборг — Зеленогорск — Выборг[7][8];
- одна дневная пара электропоездов ЭТ2 под тепловозом M-62 по выходным дням в летний период по маршруту Санкт-Петербург — Советский — Санкт-Петербург.
- одна вечерняя пара рельсовых автобусов РА2 по маршруту Выборг — Санкт-Петербург — Выборг[9][10].

## Планы и перспективы
В мае 2019 года получены технические условия РЖД на примыкание путей общего пользования Приморского универсально-перегрузочного комплекса к станциям Приморск и Ермилово по поводу строительства вторых железнодорожных путей и электрификации участка Выборг — Приморск — Ермилово. В 2012 году правительством России выделялось на этот проект 5,7 млрд рублей, плюс ещё 0,4 млрд рублей готово было инвестировать ОАО «РЖД». Однако вложение средств откладывалось по причине затягивания сроков строительства другой линии Лосево — Каменногорск. До 2025 года РЖД планирует обеспечить финансирование на развитие железнодорожной ветки.

## Станции и остановочные пункты

### Участок Зеленогорск — Выборг
| Название                     | Ордината | Национальное название                                    | Дата открытия | Фотография | Примечание                                                  |
| ---------------------------- | -------- | -------------------------------------------------------- | ------------- | ---------- | ----------------------------------------------------------- |
| Зеленогорск                  | 49,940   | Terijoki                                                 | 11.09.1870    |            | Узловая станция                                             |
| Ушково                       | 54,610   | Tyrisevä                                                 | 1897          |            | Бывшая станция                                              |
| Молодёжная                   | 61,800   | Vammeljoki                                               | 01.09.1916    |            | Бывшая станция                                              |
| Приветненское                | 67,466   | Ino                                                      | 01.09.1916    |            |                                                             |
| Тайкина                      | 69,300   | Taikina                                                  | 15.12.1932    |            | Бывшая финская платформа                                    |
| Форт Ино                     | 69,530   |                                                          | ?             |            |                                                             |
| Тайкинамяки                  | 71,000   | Taikinamäki, Taikinan sorakauppa, Taikinamäen soravaihde | ?             |            | Бывший финский пост примыкания                              |
| Пл. 72 км                    | 71,880   |                                                          | ?             |            |                                                             |
| Местерьярви                  | 77,600   | Mesterjärvi                                              | 01.09.1916    |            | Бывшая станция                                              |
| Яппиля                       | 83,000   | Jäppilä                                                  | 01.09.1916    |            | Бывшая станция                                              |
| Зеркальный                   | 85,850   |                                                          | 1977          |            | Бывшая пл. 86 км                                            |
| Тарасовское                  | 87,950   | Pastakeanlinna, Naurisjärvi                              | 01.09.1916    |            | Бывшая станция                                              |
| Куолемаярви                  | 100,810  | Kuolemajärvi                                             | 01.09.1916    |            | Законсервированная станция                                  |
| Пл. 106 км                   | 105,630  |                                                          | 1997          |            |                                                             |
| Ермилово                     | 113,147  | Humaljoki                                                | 01.09.1916    |            | Станция на стадии реконструкции                             |
| Пенттиля                     | 119,300  | Penttilä                                                 | 06.03.1939    |            | Бывшая финская платформа                                    |
| Приморск                     | 122,457  | Koivisto                                                 | 01.09.1916    |            | Законсервированная станция                                  |
| Поросилта                    | 124,100  | Porosilta                                                | 05.07.1937    |            | Бывшая финская платформа                                    |
| Линнанкиви                   | 126,700  | Linnankivi                                               | 18.09.1939    |            | Бывшая финская платформа                                    |
| Бор                          | 130,800  | Lähteenmäki                                              | 1926          |            |                                                             |
| Куусаоя                      | 133,050  | Kuusaoja                                                 | 22.05.1937    |            | Бывшая финская платформа                                    |
| Прибылово                    | 135,700  | Makslahti                                                | 16.01.1925    |            | Законсервированная станция                                  |
| Лиеттенмяки                  | 137,850  | Lietteenmäki                                             | 15.06.1936    |            | Бывшая финская платформа                                    |
| Уутела                       | 139,750  | Uutela                                                   | 15.05.1936    |            | Бывшая финская платформа                                    |
| Ландышевка                   | 141,650  | Kirjola                                                  | 1927          |            | Бывшая платформа                                            |
| Советский                    | 144,500  | Johannes                                                 | 16.01.1925    |            |                                                             |
| Роккаланкоски (Роккаланйоки) | 147,000  | Rokkalankoski (Rokkalankjoki)                            | 01.06.1932    |            | Бывшая финская платформа                                    |
| Попово                       | 150,895  | Kaislahti                                                | 05.06.1925    |            | Бывшая станция                                              |
| Матросово                    | 153,800  | Sommee                                                   | 16.01.1925    |            | Бывшая станция, построенная на месте финской станции Sommee |
| Матросово                    | 154,300  |                                                          | 2018          |            | Перенесён на новое место                                    |
| Ройско                       | 156,15   | Roisko                                                   | 01.06.1932    |            | Бывшая финская платформа                                    |
| Соколинское                  | 159,500  | Nuoraa                                                   | 16.01.1925    |            | Бывшая станция                                              |
| Блокпост 160 км              | 159,950  |                                                          | 2018          |            |                                                             |
| Тирхия                       | 160,900  | Tirhiä                                                   | 20.06.1932    |            | Бывшая финская платформа                                    |
| Лазаревка                    | 164,850  | Liimatta                                                 | 01.09.1925    |            | Бывшая станция                                              |
| Выборг                       | 169,600  | Viipuri                                                  | 11.09.1870    |            | Узловая станция                                             |

### Участок Матросово — Высоцк — Уурансалми
| Название                     | Ордината | Национальное название        | Дата открытия | Фотография | Примечание                                               |
| ---------------------------- | -------- | ---------------------------- | ------------- | ---------- | -------------------------------------------------------- |
| Матросово (станция)          |          | Sommee                       | 16.01.1925    |            | Станция построена на месте бывшей финской станции Sommee |
| Попово                       | 0        | Kaislahti                    | 05.06.1925    |            | Бывшая станция                                           |
| Пихтовая                     | 1,788    |                              | 2005          |            |                                                          |
| Липпонен                     | 3,000    | Lipponen                     | 15.05.1930    |            | Бывшая финская платформа                                 |
| Щербаково                    | 4,700    | Niemelä                      | 16.02.1926    |            |                                                          |
| Ханнуккала                   | 5,500    | Hannukkala                   | 15.05.1930    |            | Бывшая финская платформа                                 |
| Пихтовое                     | 6,900    | Nokko                        | 15.05.1930    |            |                                                          |
| Монола                       | 8,050    | Monola                       | 16.02.1926    |            | Бывшая станция                                           |
| Тапола                       | 9,600    | Tapola                       | 15.05.1930    |            | Бывшая финская платформа                                 |
| Высоцк                       | 10,900   | Uuras                        | 16.02.1926    |            |                                                          |
| Куккаронкюля (Уураансалми I) | 11,800   | Kukkaronkylä (Uuraansalmi I) | 15.05.1930    |            | Бывшая финская платформа                                 |
| Уураансалми II (Уураансалми) | 12,200   | Uuraansalmi II (Uuraansalmi) | 15.05.1930    |            | Бывшая финская платформа                                 |

### Упразднённые остановочные пункты

#### Линия Terijoki — Liimatta
- Тайкина (фин. Taikina) — финская остановочная платформа на современном 69,3 км.
- Пенттиля	(фин. Penttilä) — финская остановочная платформа на современном 119,3 км. Обслуживала одноимённый населённый пункт.
- Поросилта	(фин. Porosilta) — финская остановочная платформа на современном 124,1 км. Располагалась на возле железнодорожного переезда Koivisto — Makslahti.
- Линнанкиви (фин. Linnankivi) — финская остановочная платформа на современном 126,7 км. Обслуживала посёлок Tervahartela, а также дом путевого обходчика, располагавшийся рядом с платформой, фундамент от которого сохранился до наших дней.
- Куусаоя (фин. Kuusaoja) — финская остановочная платформа на современном 133,05 км. Обслуживала посёлок Makslahti.
- Лиеттенмяки (фин. Lietteenmäki) — финская остановочная платформа на современном 137,85 км. Обслуживала северную часть посёлка Römpötti.
- Уутела (фин. Uutela) — финская остановочная платформа на современном 139,750 км. Обслуживала посёлок Kukkola.
- Ландышевка (фин. Kirjola) — советская и, ранее, финская остановочная платформа Кирьйола (Кирьёла) на современном 141,65 км. Располагалась на железнодорожном переезде, ныне упразднённом. Обслуживала посёлок Ландышевка, а до войны — посёлок Kirjola.
- Роккаланкоски (Роккаланйоки) (фин. Rokkalankoski (Rokkalankjoki)) — финская остановочная платформа на современном 147,0 км. Располагалась на железнодорожном переезде, ныне упразднённом, возле реки Rokkalankjoki (соврем. Гороховка). Обслуживала посёлок Rokkala.
- Ройско (фин. Roisko) — финская остановочная платформа на современном 156,15 км. Обслуживала близлежащие хутора.
- Тирхия (фин. Tirhiä) — финская остановочная платформа на современном 160,9 км. Обслуживала близлежащие хутора.

#### Ветка Kaislahti — Uuras
- Липпонен (фин. Lipponen) — финская остановочная платформа на современном 3,0 км. Расположена в нынешней нечётной (северо-западной) горловине современной станции Пихтовая.
- Ханнуккала (фин. Hannukkala) — финская остановочная платформа на современном 5,5 км. Обслуживала одноимённый населённый пункт. Располагалась на месте современного железнодорожного переезда с дорогой к посёлку Майское (отдалённый район города Высоцка[18]).
- Тапола (фин. Tapola) — финская остановочная платформа на современном 9,6 км. Обслуживала одноимённый населённый пункт.
- Куккаронкюля (Уураансалми I) (фин. Kukkaronkylä) — финская остановочная платформа на современном 11,8 км. Располагалась в городе Uuras (совр. Высоцк).
- Уураансалми (Уураансалми II) (фин. Uuraansalmi) — финская остановочная платформа на современном 12,2 км. Располагалась в городе Uuras (совр. Высоцк).

## Галерея

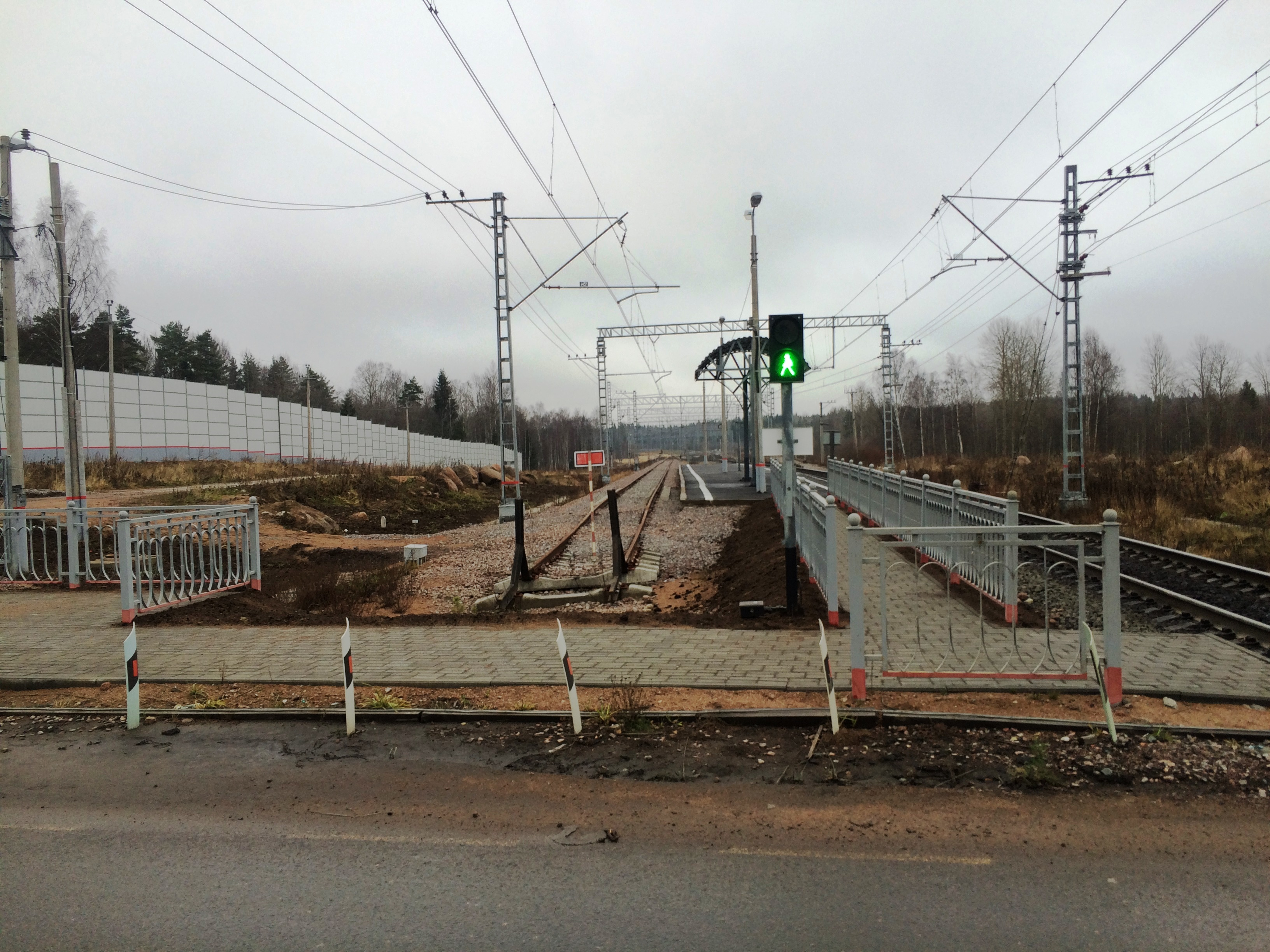
Недостроенный второй путь. Вид в сторону ст. Матросово.
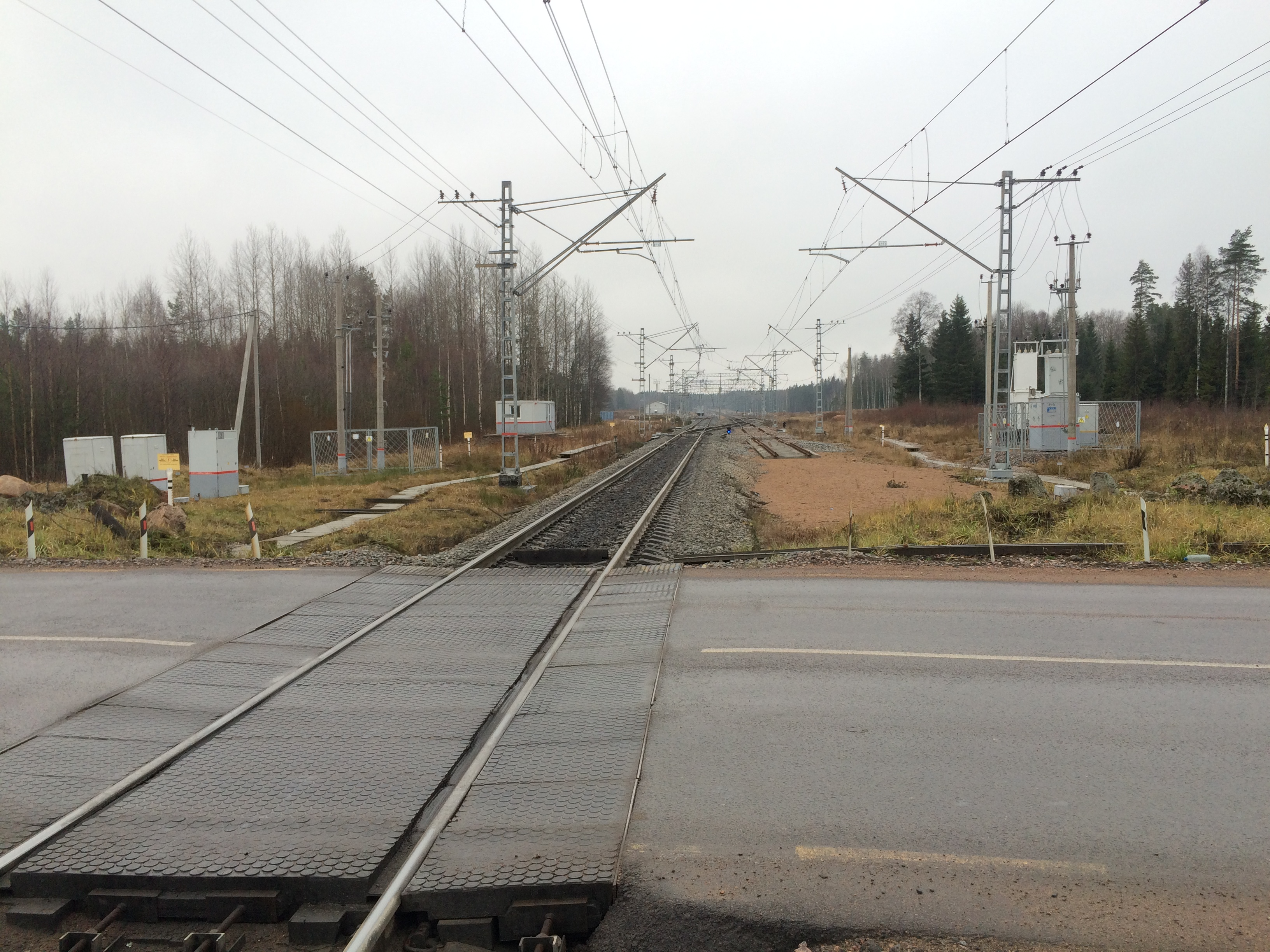
Недостроенный второй путь. Вид в сторону ст. Выборг.
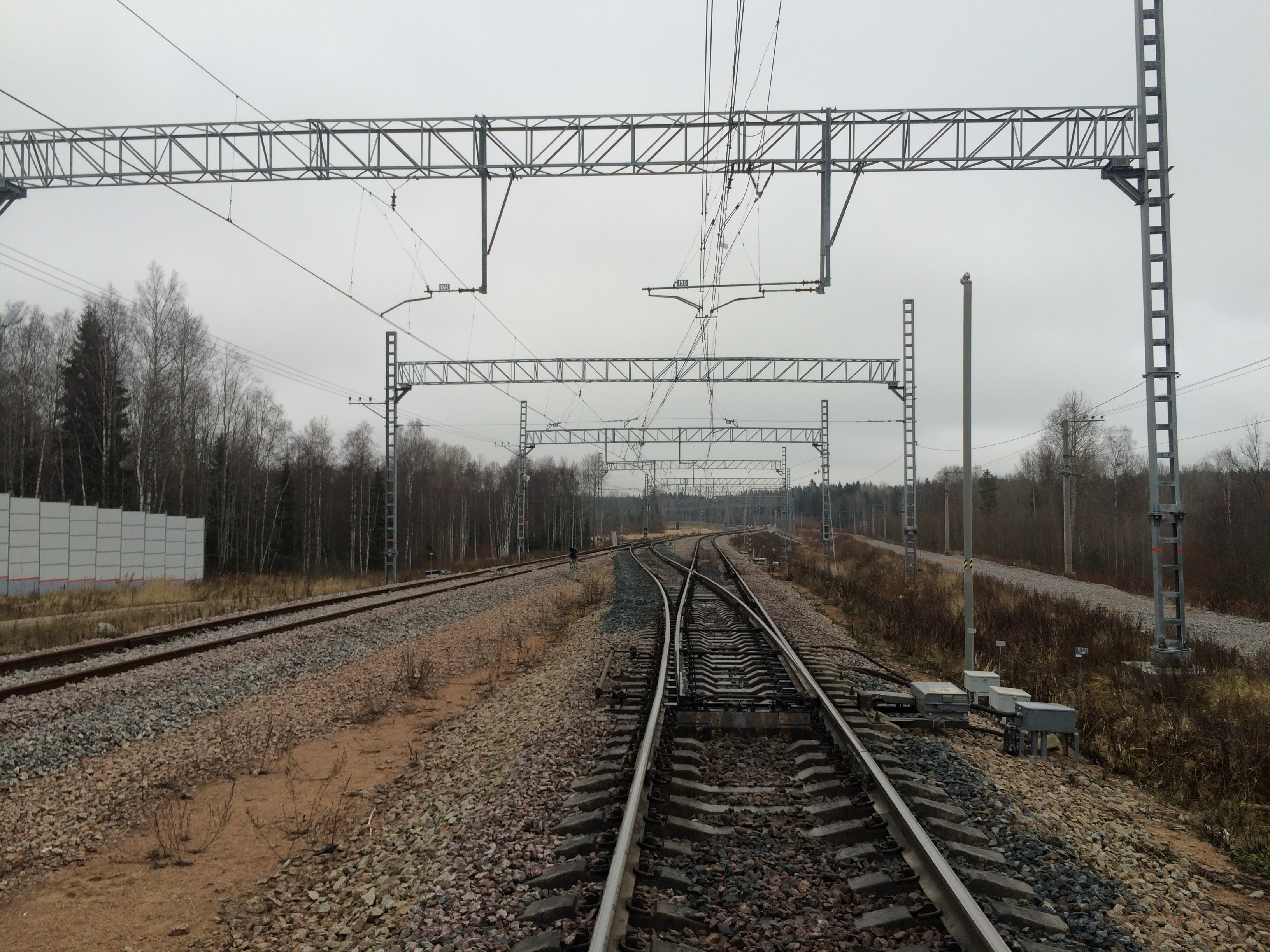
Путевой съезд возле пл. Матросово. Вид в сторону Выборга.